# Keçecizade Mehmet Fuat Pasha

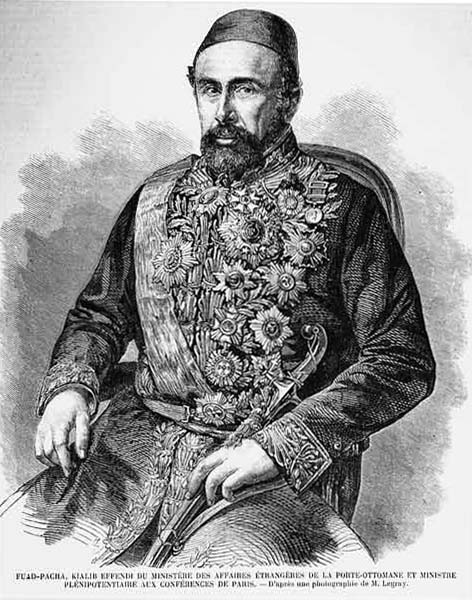
Grabado de Fuad Pasha (1858) de una fotografía por Gustave Le Gray.

Keçecizade Mehmet Fuat Pasha, también conocido como Fuad Pasha (1814-1869), fue un estadista turco conocido por su liderazgo durante la guerra de Crimea y el fomento de la occidentalización en el Imperio otomano.
Era hijo de un descacado poeta otomano, Kechji-zad Izzet Molla. Se educó en la escuela médica y entró en el ejército como cirujano militar. Alrededor de 1836 pasó a ser funcionario como oficial en el Ministerio de Exteriores.
Se convirtió en el primer secretario de la embajada turca en Londres en 1840. Durante 1848 participó en misiones especiales en los Principados del Danubio y en San Petersburgo; y en 1851 fue enviado a Egipto como comisionado especial. Ese mismo año fue nombrado ministro de Asuntos Exteriores, cargo que mantuvo hasta su fallecimiento.
Durante la guerra de Crimea lideró las tropas en la frontera griega y se distinguió por su valentía. Fue el delegado turco en la Conferencia de París de 1856. En 1860 fue enviado a Siria para recuperar el control del territorio. Ese año fue nombrado Gran Visir, y en 1861 ministro de Guerra. Acompañó al sultán Abd-ul-Aziz en su viaje desde Egipto a Europa.
Generalmente es recordado como el partidario de una política pro-inglesa. Prestó sus servicios más importantes a su país gracias a su habilidad en el manejo de los asuntos exteriores de Turquía y el apaciguamiento de Siria tras las masacres de 1860. Se retiró por motivos de salud a Niza, en Francia, donde falleció en 1869.